# Llei Orgànica de Finançament de les Comunitats Autònomes
La Llei Orgànica de Finançament de les Comunitats Autònomes (LOFCA) és una llei orgànica aprovada per les Corts espanyoles el 22 de setembre de 1980 que estableix el model de finançament de les comunitats autònomes de règim comú: quinze Comunitats Autònomes i dues Ciutats Autònomes d'Espanya. El model de finançament ha canviat al llarg dels anys a partir de noves lleis orgàniques que modifiquen la LOFCA original cada cinc anys.
Les lleis orgàniques que han establert el model de finançament autonòmic són:
- Llei Orgànica 8/1980[4][1]
- Llei Orgànica 3/1996[5]
- Llei Orgànica 7/2001[6][7]
- Llei Orgànica 3/2009[8]

Actualment el Ministeri de Política Territorial ha arribat a un acord amb les autonomies el seu finançament el qual es regula amb aquesta llei (és a dir totes menys el País Basc i Navarra), per establir el nou model.abril 2019

## Contingut
La llei estableix uns principis:
- Principi d'unitat de la política econòmica: l'Estat central és el responsable d'estabilitzar i redistribuir, cal que hi hagen mecanismes de coordinació.[10]
- Principi d'autonomia financera[11]
- Principi de generalitat: L'aplicació ha de ser uniforme.[11]
- Principi de suficiència[12]
- Principi de flexibilitat[13]
- Principi de solidaritat[14]
- Principi de neutralitat i no trasllació[15]
- Principi d'equitat en la distribució de la càrrega impositiva[16]
- Principi de correcció d'efectes externs[17]

L'article 10 estableix un criteri per a resoldres conflictes de competència tributària.
L'article 21 regula els pressupostos de les comunitats autònomes limitant-los al compliment dels principis d'unitat i anualitat pressupostària.